# تپه گرگ‌دره
تپه گرگ دره مربوط به هزاره اول قبل از میلاد است و در شهرستان نمین، بخش عنبران، روستای میرزانق واقع شده و این اثر در تاریخ ۲۷ مرداد ۱۳۸۲ با شمارهٔ ثبت ۹۶۸۲ به‌عنوان یکی از آثار ملی ایران به ثبت رسیده است.